# Anna von Palandt

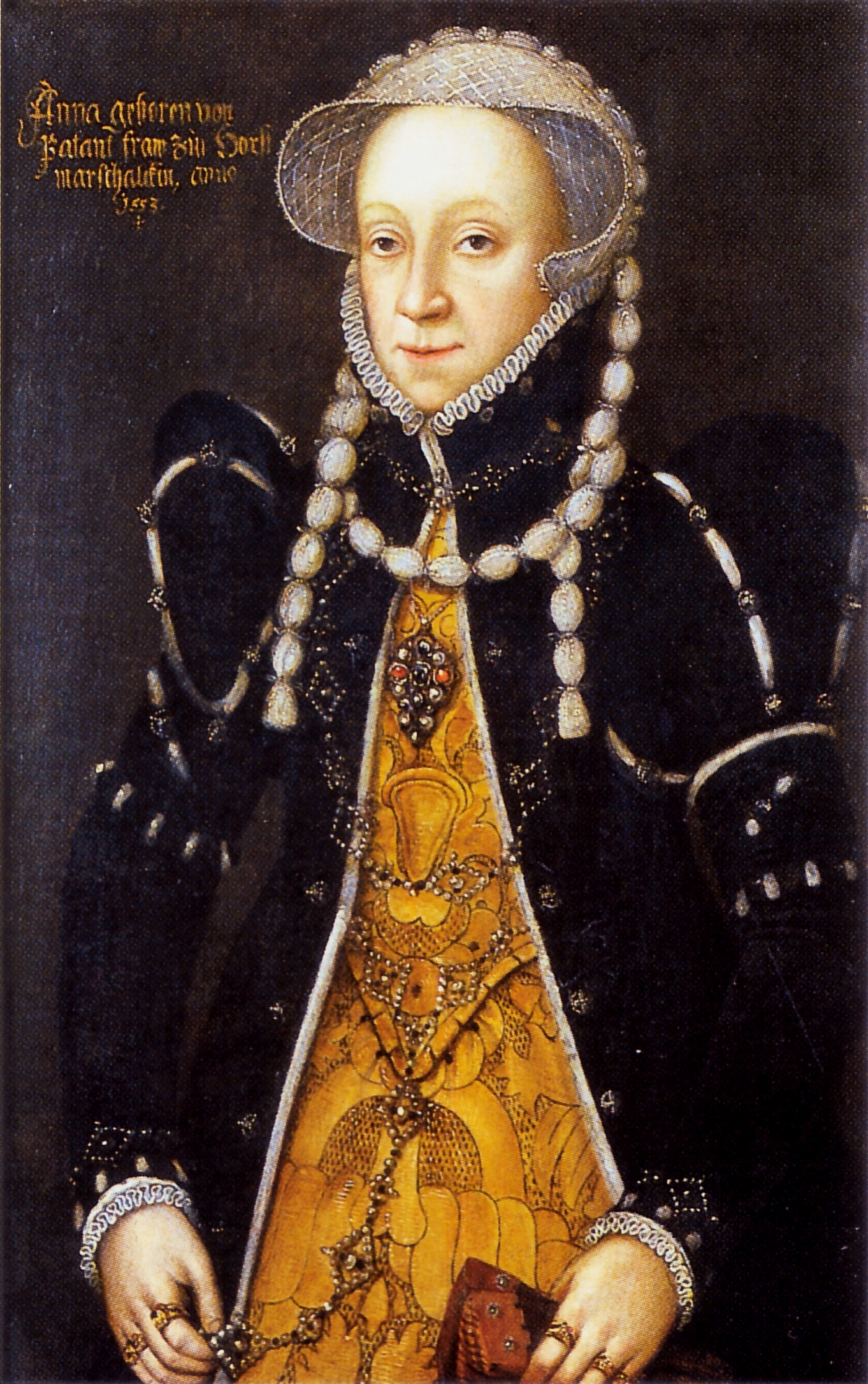
Porträt Anna von Palandts von einem unbekannten Künstler, um 1553

Anna von Palandt (* zwischen 1508 und 1516; † 1585) war eine niederrheinische Adlige aus dem einflussreichen Geschlecht Palandt. Gemeinsam mit ihrem zweiten Ehemann Rütger von der Horst war sie Bauherrin des Schlosses Horst im heutigen Gelsenkirchener Stadtteil Horst. Sie stand ihrem Mann dabei nicht nur mit Rat und Tat zur Seite, sondern stützte mit eigenen Geldmitteln die Finanzierung des kostspieligen Bauprojekts.

## Leben
Anna stammte aus der im Rheinland weit verzweigten und einflussreichen Adelsfamilie Palandt. Ihre Mutter war Elisabeth von der Horst, Tochter und vermögende Erbin des klevischen Erbmarschalls Wilhelm von der Horst und seiner Frau Belia von Loë, die auf Haus Horst im heutigen Mönchengladbacher Stadtteil Giesenkirchen residierten. Annas Vater war Elbert von Palandt zu Zelhem und Issum, der 1533 das Marschallsamt von seinem verstorbenen Schwiegervater übernehmen sollte. Über ihr Geburtsdatum gibt es keine gesicherten Erkenntnisse, sodass ihr Geburtsjahr nur durch den Zeitpunkt der elterlichen Heirat im Jahr 1507 und ihrer ersten eigenen Eheschließung 1532 gefolgert werden kann: Sie kam demnach zwischen 1508 und 1516 zur Welt. Auch über ihre Kindheit und Jugend ist nichts überliefert, aber es ist die Annahme gerechtfertigt, dass sie – wie bei adeligen Mädchen zu jener Zeit üblich – gemeinsam mit ihren beiden Brüdern Werner und Johann durch einen Hauslehrer in Lesen und Schreiben unterrichtet wurde.
Anna heiratete 1532 Heinrich von Wylich. Der am 4. März des Jahres unterzeichnete Heiratsvertrag der beiden legte ihre Mitgift auf 4500 rheinische Goldgulden fest. Die Braut musste dafür im Gegenzug auf das elterliche Erbteil sowie auf das zu erwartende stattliche Erbe ihrer Großmutter Belia verzichten. Als Leibzucht erhielt sie unter anderem Güter in Rosau und Aspel bei Rees zugesprochen. In der zehnjährigen Ehe mit Heinrich brachte Anna zwischen 1533 und 1542 fünf Kinder zur Welt: Johann, Wilhelm, Gertrud, Sybilla und Henrica (auch Hendrina).

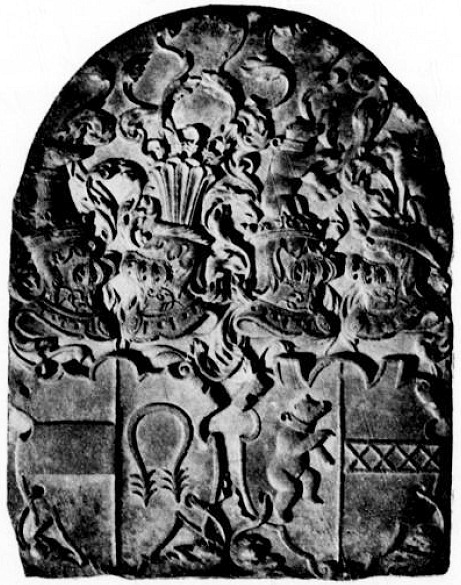
Allianzwappen Anna von Palandts und Rütger von der Horsts

Nachdem 1541/1542 erst ihr Mann Heinrich von Wylich und vermutlich 1543 auch ihr Vater Elbert verstorben war, ging Anna zwischen 1547 und 1549 eine zweite Ehe mit Rütger von der Horst, dem späteren kurkölnischen Marschall, ein, der seinen Sitz auf der Burg Horst im Emschertal hatte. Die Hochzeit fand wohl mit ausdrücklicher Billigung ihrer Mutter statt, denn diese bedachte in ihrem Testament sowohl ihren zweiten Schwiegersohn als auch ihren Enkel aus dieser Ehe mit großzügigen Geldsummen. Anna brachte mindestens eines ihrer Kinder aus erster Ehe mit in ihr neues Domizil, wo sie fortan großen Einfluss ausübte. Vermutlich ist es ihrer Einflussnahme zu verdanken, dass sich ihr zweiter Mann dazu entschloss, die im Jahr 1554 abgebrannte Burganlage durch einen umfassenden Neubau im Stil der Renaissance zu ersetzen. Anscheinend verwendete Rütger dazu auch einen Teil des von seiner im gleichen Jahr verstorbenen Schwiegermutter Elisabeth geerbten Geldes, das dem Paar einen gediegenen Wohlstand bescherte. Darauf deutet auch ein Bild Anna von Palandts aus der Zeit um 1553 hin, das Teil eines Eheporträts ist und sie in edler Kleidung und mit wertvollem Schmuck darstellt.
Doch nicht nur das geerbte Vermögen von Annas Mutter floss in Rütgers Bautätigkeiten, Anna unterstützte die Errichtung des Schlosses auch sehr stark mit eigenen finanziellen Mitteln. Dies geht aus den sogenannten Bautagebüchern ihres Mannes hervor, die Rütger von der Horst in den Jahren von 1554 bis 1573 führte und in denen er akribisch jede Bezahlung von Handwerkern, Lieferanten und Tagelöhnern durch seine Frau dokumentierte. Demnach handelte Anna von Palandt auf der Schlossbaustelle selbständig und befugt und war am Bau unmittelbar beteiligt. Allerdings konnte sich das Paar nicht lange an seinem neuen Schloss erfreuen. Nur vier Jahre nach Abschluss der Arbeiten im Jahr 1578 verschied der Bauherr, seine Frau überlebte ihn nur um drei Jahre und starb 1585.
Aus Annas zweiter Ehe waren zwei Kinder hervorgegangen: Ihr Erstgeborener Johann starb bereits im Sommer 1570. Seine jüngere Schwester Margarethe (* zwischen 1552 und 1554; † 1625) heiratete 1575 Betram von Loë (* 1542; † 1611), der nach Annas Tod neuer Besitzer des Schlosses Horst wurde.